# United Soccer Association
Die United Soccer Association (USA) war eine nordamerikanische Profifußballliga, die 1968 nach nur einer Saison mit ihrem Hauptkonkurrenten National Professional Soccer League (NPSL) zu North American Soccer League (NASL) fusionierte. Die USA bestand aus zehn US- und zwei kanadischen Franchisen, die jedoch keine eigenen Mannschaften hatten, sondern aus den Kadern europäischer und südamerikanischer Profimannschaften bestanden; einziger Meister der Liga wurden die als Los Angeles Wolves auflaufenden Wolverhampton Wanderers.

## Vorgeschichte
Im Frühjahr 1966 fanden sich unabhängig voneinander drei Inverstorengruppen, die jeweils in den folgenden Jahren mit dem Spielbetrieb einer Profi-Fußballliga in Nordamerika beginnen wollten und alle um die Anerkennung durch den US-amerikanischen Fußballverband USSFA buhlten, die Forderung des Verbandes zusammen zu gehen, jedoch strikt ablehnten. Der USSFA-Forderung nach finanzieller Beteiligung – 25.000 USD pauschal für jede neue Franchise, sowie 4–10 % aller Einnahmen – wollte lediglich eine der Investorengruppen um den Eigentümer der LA Lakers, Jack Kent Cooke, sowie den Eigentümer der Kansas City Chiefs und der Chicago Bulls, Lamar Hunt, die ihre Liga ursprünglich North American Soccer League  nannten, erfüllen. Nachdem sie im November 1966 von der USSFA und damit FIFA als einzige legale Liga anerkannt wurden, benannten sie die Liga in United Soccer Association (USA) um, offiziell um eine Verwechslung mit der nun als National Professional Soccer League zusammengeschlossenen Konkurrenz zu vermeiden und die „offizielle Anerkennung für die Fans sichtbar zu machen“, sollte der Namen den amerikanischen Patriotismus ansprechen.

## Spielzeit 1967
Wegen der NPSL-Konkurrenz wurde der Ligastart kurzfristig von 1968 um ein Jahr vorverlegt auf den Frühling 1967. In den wenigen noch verbleibenden Monaten erschien es als unmöglich, eigene Mannschaften zusammenzustellen, so dass der Plan entstand, für jeweils ca. 250.000 USD professionelle Teams aus Europa und Südamerika für den Spielbetrieb, der in der spielfreien Zeit der europäischen Ligen stattfinden sollte, anzuwerben. Ursprünglich sollten Top-Teams engagiert werden, doch es stellte sich schnell heraus, dass diese wegen anderer Verpflichtungen meist nicht in der kurzen Zeit verpflichtet werden konnten. Lediglich die beiden englischen Clubs Wolverhampton Wanderers und Stoke City, sowie der bei Anwerbung amtierende Staatsmeister von Rio de Janeiro Bangu AC waren Spitzenmannschaften, die übrigen Club stammten entweder aus spielschwächeren Ligen oder waren keine nationalen Spitzenteams. Die Mannschaften wurden auf die Städte mit Franchises teils nach ethnischen Gesichtspunkten der Bevölkerung der jeweiligen Städte aufgeteilt – so wurden die Shamrock Rovers in die irische Hauptstadt der USA geschickt und zu den Boston Rovers und US Cagliari wegen der großen dortigen italienischen Gemeinde zu den Chicago Mustangs, die übrigbleibenden Teams wurden hingegen einfach verteilt.
Der Spielbetrieb lief vom 27. Mai bis zum Finalspiel am 14. Juli die Mannschaften wurden in zwei Divisionen mit je sechs Teams aufgeteilt, deren jeweilige Meister in einem Finalspiel den Meister ausspielten. Sportlicher Sieger wurden die Wolves nach einem 6:5-Sieg über den Ostküstenersten Washington Whips in der 36. Minute der Overtime, die bis zum Golden Goal bzw. Sudden Death fortgesetzt wurde. Die Qualität des Spiels war bestenfalls mittelmäßig, die Spieler sahen in ihrem Aufenthalt keinen wirklich Wettbewerb, sondern mehr oder weniger einen bezahlten Sommerurlaub. Der Zuschauerzuspruch war durchwachsen: Während der Vorjahresstaatsmeister von Rio de Janeiro Bangu AC als Houston Stars einen Zuschauerschnitt von fast 20.000 erreichte, kamen zu den Spielen der Boston Rovers durchschnittlich keine 5.000 Zuschauer, Rekordkulisse war dabei mit 35.000 das Ligaeröffnungsspiel von Bangu AC/Houston gegen die Wolves. – im Verhältnis zur ML Baseball keine schlechten Ergebnisse, wo die New York Yankees 1967 lediglich einen Heimschnitt 14.000 erreichten und andere Traditionsclubs wie Chicago oder Philadelphia unter einem Schnitt von 10.000 blieben, massive finanzielle Verluste jedoch nicht verhindern konnte. Wegen dieser Verluste lösten sich zum Ende der Saison 1967 die Franchises Toronto City und New York Skyliner auf, zudem fusionierten die San Francisco Golden Gate Gales (Gale = „Windstoß“, „Böe“) mit den Vancouver Royal Canadians. Zudem vereinigte sich die USA nach der Saison mit der Konkurrent zur NASL, die in ihrer ersten Spielzeit jedoch wegen der weiteren Verluste beinahe zusammenbrach; von den USA-Franchises überlebten die Saison 1968 nur der Club Dallas Tornado von Lamar Hunt.

### Abschlusstabellen

#### Eastern Division
| Pl. | Verein             | Sp | G - U - V | Tore  | TD  | Punkte | Ø-Zuseher |
| 1   | Washington Whips   | 12 | 5 - 5 - 2 | 19:11 | +7  | 15     | 07.800    |
| 2   | Cleveland Stokers  | 12 | 5 - 4 - 3 | 19:13 | +6  | 14     | 06.567    |
| 3   | Toronto City       | 12 | 4 - 5 - 3 | 23:17 | +6  | 13     | 06.923    |
| 4   | Detroit Cougars    | 12 | 3 - 6 - 3 | 11:18 | −7  | 12     | 05.708    |
| 5   | New York Skyliners | 12 | 2 - 6 - 4 | 15:17 | −2  | 10     | 08.766    |
| 6   | Boston Rovers      | 12 | 2 - 3 - 7 | 12:26 | −14 | 07     | 04.171    |

#### Western Division
| Pl. | Verein                          | Sp. | G - U - V | Tore  | TD | Punkte | Ø-Zuseher |
| --- | ------------------------------- | --- | --------- | ----- | -- | ------ | --------- |
| 1   | Los Angeles Wolves              | 12  | 5 - 5 - 2 | 21:14 | +7 | 15     | 07.773    |
| 2   | San Francisco Golden Gate Gales | 12  | 5 - 3 - 4 | 25:19 | +6 | 13     | 05.422    |
| 3   | Chicago Mustangs                | 12  | 3 - 7 - 2 | 24:5  | +6 | 13     | 04.207    |
| 4   | Houston Stars                   | 12  | 4 - 4 - 4 | 19:18 | +1 | 12     | 19.799    |
| 5   | Vancouver Royal Canadians       | 12  | 3 - 5 - 4 | 20:28 | −8 | 11     | 07.019    |
| 6   | Dallas Tornado                  | 12  | 3 - 3 - 6 | 14:23 | −9 | 09     | 04.171    |

### Finale
14. Juli 1967, Los Angeles, CA - Los Angeles Memorial Coliseum - Zuschauer: 17.824
Los Angeles Wolves -  Washington Whips 6:5 (5:5; 4:4; 1:1)*
- in zweiter Verlängerung, mit Golden-Goal-Regel nach 126 Minuten.

Meistermannschaft: Phil Parkes, Gery Taylor, Bobby Thomson , John Holsgrove, Dave Woodfield, Dave Burnside   , Terry Wharton, Ernie Hunt, Derek Dougan , Peter Knowles , Dave Wagstaffe.

### Torschützen / Scorer
Anstelle eines Torschützenkönigs gab es einen Top-Scorer. Für jedes Tor gab es zwei Punkte, für eine Vorlage („Assist“) gab es einen Punkt.
| Leading Scorers               | Sp. | Tore | Vorl. | Punkte |
| ----------------------------- | --- | ---- | ----- | ------ |
| Roberto Boninsegna (Chicago)  | 9   | 10   | 1     | 21     |
| Henk Houwaart (San Francisco) | 12  | 9    | 2     | 20     |
| Paulo Borges (Houston)        | 8   | 6    | 3     | 15     |
| Peter Dobing (Cleveland)      | 8   | 7    | 0     | 14     |
| Rene Pas (San Francisco)      | 9   | 6    | 2     | 14     |
| Peter Cormack (Toronto)       | 11  | 6    | 1     | 13     |
| Benedicto Ribeiro (New York)  | 12  | 5    | 2     | 12     |
| Colin Stein (Toronto)         | 8   | 5    | 1     | 11     |
| Jim Storrie (Washington)      | 12  | 5    | 1     | 11     |
| Ernie Hunt (Los Angeles)      | 10  | 4    | 2     | 10     |
| Jackie Graham (Dallas)        | 11  | 4    | 2     | 10     |
| Aladim Luciano (Houston)      | 12  | 4    | 2     | 10     |
| Frank O’Neill (Boston)        | 12  | 3    | 4     | 10     |
| Colin Grant (Toronto)         | 6   | 4    | 1     | 9      |
| Francesco Rizzo (Chicago)     | 10  | 4    | 1     | 9      |
| Derek Dougan (Los Angeles)    | 11  | 3    | 3     | 9      |
| Roy Vernon (Cleveland)        | 11  | 2    | 5     | 9      |
| Jimmy Smith (Washington)      | 12  | 4    | 0     | 8      |
| George Herd (Vancouver)       | 6   | 3    | 2     | 8      |
| Maurice Setters (Cleveland)   | 9   | 3    | 2     | 8      |
| Peter Knowles (Los Angeles)   | 12  | 3    | 2     | 8      |
| Kees Aarts (San Francisco)    | 9   | 2    | 4     | 8      |
| Harry Heynen (San Francisco)  | 9   | 2    | 4     | 8      |

## Teams
| Franchise                       | Importverein              | Stadion                       | Eigentümer (andere ML-Fanchises)               |
| ------------------------------- | ------------------------- | ----------------------------- | ---------------------------------------------- |
| Boston Rovers                   | Shamrock Rovers           | Manning Bowl, Lynn            | Weston Adams (Boston Bruins)                   |
| Chicago Mustangs                | US Cagliari               | Comiskey Park                 | Arthur Allyn Jr. (Chicago White Sox)           |
| Cleveland Stokers               | Stoke City                | Cleveland Stadium             | Vernon Stouffer, Gabe Paul (Cleveland Indians) |
| Dallas Tornado                  | Dundee United             | Cotton Bowl Stadium           | Lamar Hunt (Kansas City Chiefs)                |
| Detroit Cougars                 | Glentoran Belfast         | Tiger Stadium                 | William Clay Ford (Detroit Lions)              |
| Houston Stars                   | Bangu AC (Rio de Janeiro) | Astrodome                     | Roy Mark Hofheinz (Houston Astros)             |
| Los Angeles Wolves              | Wolverhampton Wanderers   | Los Angeles Memorial Coliseum | Jack Kent Cooke (Los Angeles Lakers & Kings)   |
| New York Skyliners              | CA Cerro (Montevideo)     | Yankee Stadium                | Madison Square Garden Corporation              |
| San Francisco Golden Gate Gales | ADO Den Haag              | Kezar Stadium                 | George Fleharty                                |
| Toronto City                    | Hibernian Edinburgh       | Varsity Stadium               | Steve Stavro                                   |
| Vancouver Royal Canadians       | FC Sunderland             | Empire Stadium                | E.G. Eakins                                    |
| Washington Whips                | FC Aberdeen               | D.C. Stadium                  | Earl Foreman                                   |